# Щитник Віллара
Щитник Віллара (Dryopteris villarii) — вид рослин із родини щитникових (Dryopteridaceae), зростає у Європі й Грузії.

## Опис
Багаторічна рослина, вкрита жовтуватими залозами. Листки 15–60 см завдовжки, вузьколанцетні, подвійно перисті, у кластерах, запашні. Сегменти листка довгасто-ланцетні, перисті, численні, ланцетоподібно-зубчасті. Ніжка листка товста, завдовжки приблизно 1/2 довжини пластини, чорна біля основи, на решті довжини бліда або жовто-зелена, зі світло-червоно-бурими однотонними лусочками. Соруси чіткі, у 2 ряди, зрілі соруси частково торкаються. 2n=82, 164.

## Поширення
Зростає у Європі (Албанія, Австрія, Англія, Болгарія, Франція [у т. ч. Корсика], Німеччина, Греція, Швейцарія, Ліхтенштейн, Іспанія [у т. ч. Балеари], Італія [у т. ч. Сардинія, Сицилія], Боснія і Герцеговина, Чорногорія, Хорватія, Македонія, Сербія та Косово, Словенія, Україна — Крим, Північний Кавказ) й Грузії. Населяє скелі та осипи високих гір.
В Україні вид виявлений у Гірському Криму. У ЧКУ має статус «вразливий».

## Галерея

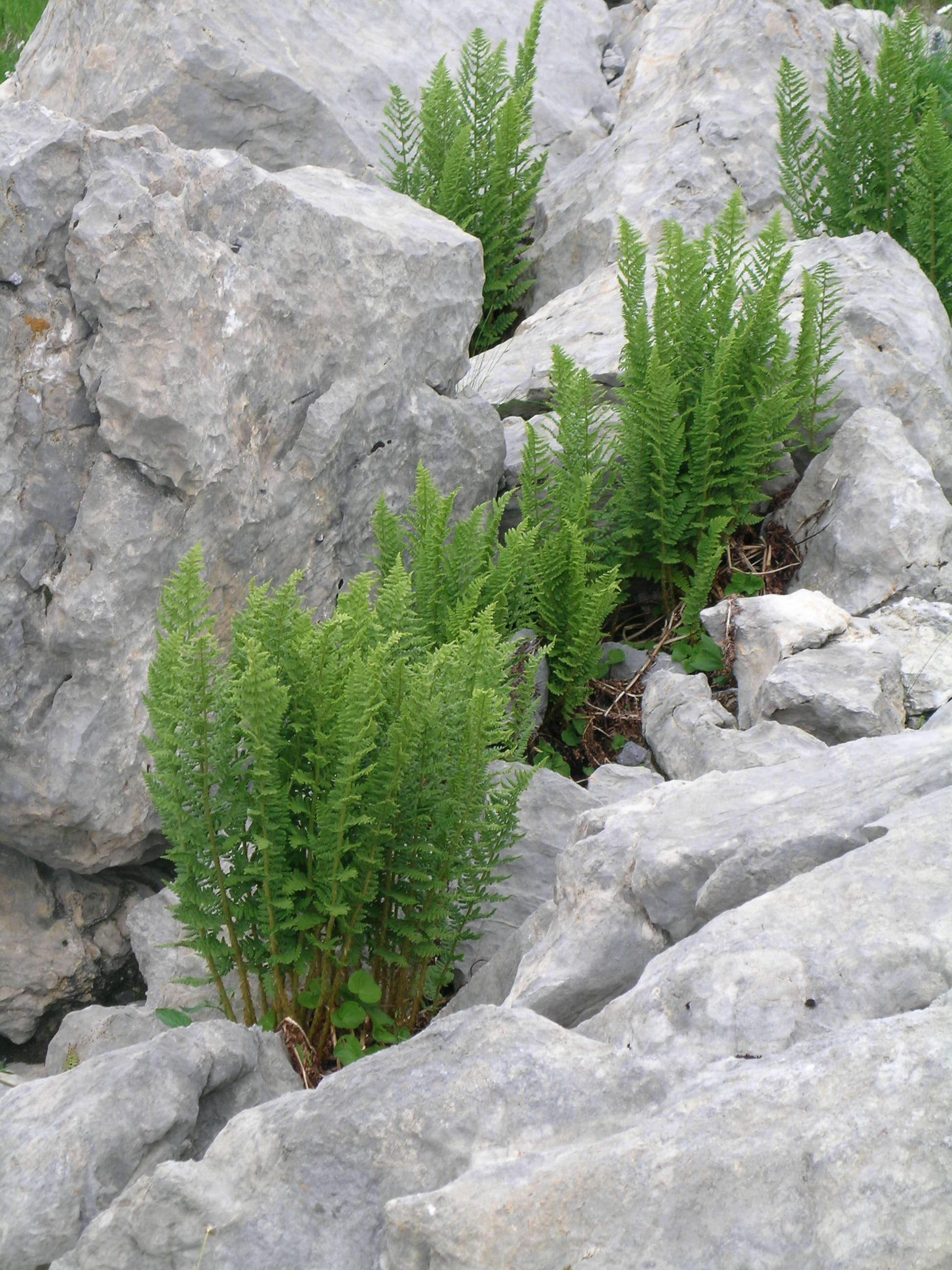
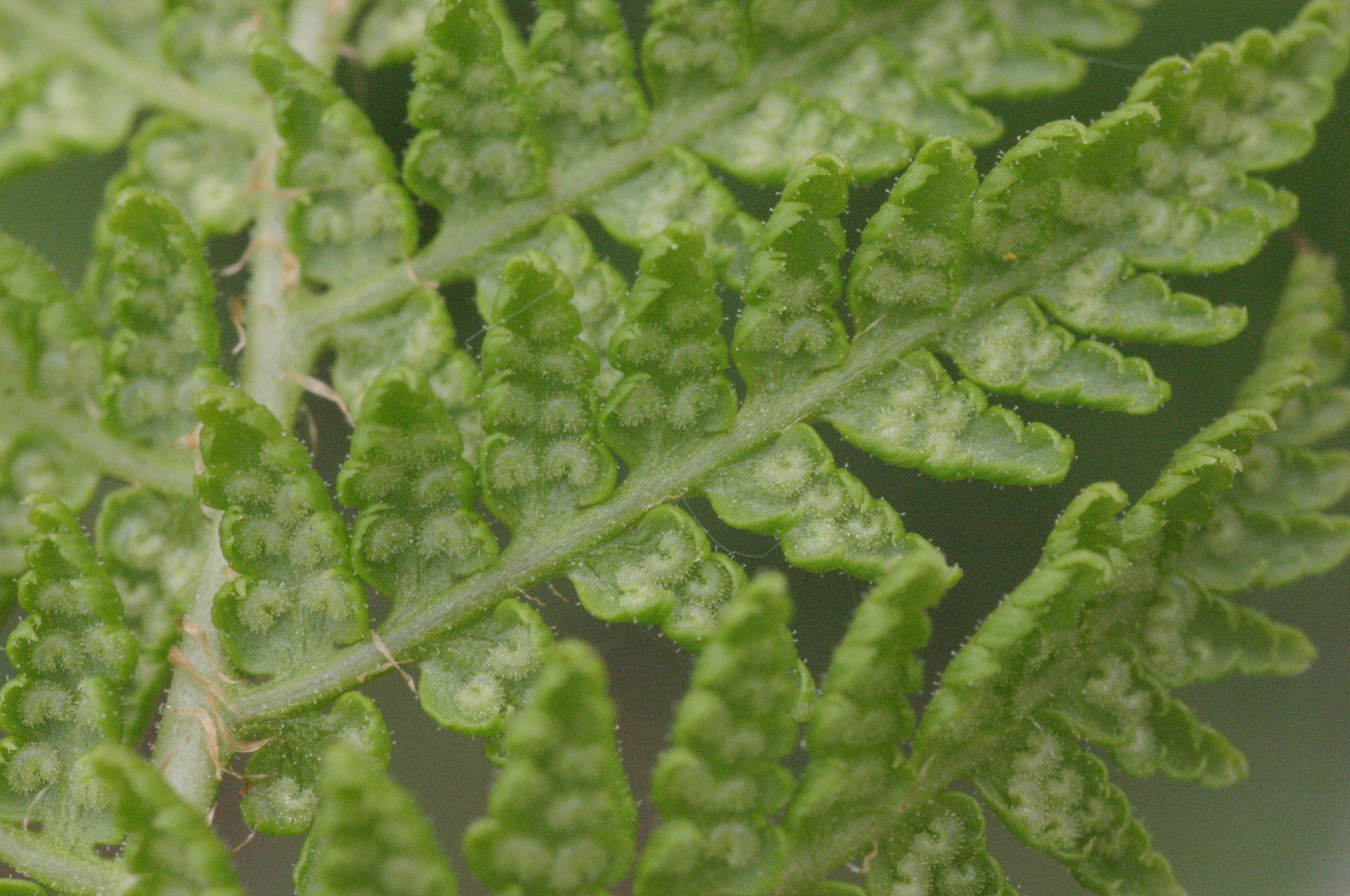